# Homer & Eddie
Homer & Eddie (Homer and Eddie) è un film del 1989 diretto da Andrej Končalovskij.

## Trama
Homer è un giovane sulla trentina, con un deficit cognitivo per un incidente accadutogli da bambino. Vive da solo in Arizona, facendo il lavapiatti e solo ogni tanto gli giunge qualche notizia da casa. Un giorno riceve una lettera dalla madre che gli comunica che il padre è malato di cancro. Subito Homer decide di partire per l'Oregon, luogo in cui era cresciuto, e con una sola valigia, si incammina in mezzo all'autostrada. Quando due malviventi gli rubano i soldi, a Homer non resta altro che trovare da dormire in un parcheggio di auto abbandonate.
Il giorno successivo, Homer incontra Eddie, una ladra dai modi piuttosto violenti, che decide di dargli un passaggio con la sua Lincoln fino all'Oregon. Durante il viaggio, Homer assiste alle conseguenze dell'iperattività incontrollata di Eddie, che finisce più volte per ammazzare i gestori dei locali che lei rapina, mentre il ragazzo tenta inutilmente di ricondurla alla ragione. Dopo aver attraversato mezza America, i due giungono a Los Angeles, dove Eddie rincontra sua madre. La donna, dopo una breve conversazione, l'allontana da sé, perché ormai non ha più nulla da dirgli.
Dopo questo episodio, Eddie confessa a Homer di essere fuggita da una sorta di manicomio, e di avere un tumore al cervello che le lascerà poco tempo da vivere. Quando i due arrivano in Oregon, qui Homer scopre che suo padre è morto e si rende conto che, durante tutti gli anni in cui è stato lontano da casa, i genitori si sono ricostruiti una nuova vita senza l'ingombrante presenza del figlio disabile. Tuttavia, nonostante le sgradite sorprese ricevute, Homer reincontra i suoi vecchi compagni di scuola, che lo accolgono fra loro offrendogli un lavoro. Eddie, sentitasi messa da parte, decide di andare via ma finisce per morire l'unica volta che stava per compiere un'azione onesta. Nella scena finale, Homer abbraccia Eddie per l'ultima volta, dopodiché la donna muore con il pensiero di aver visto Gesù accanto a lei.

## Riconoscimenti
- Festival internazionale del cinema di San Sebastián
  - Concha de Oro